# Wilhelm Lexis
Wilhelm Lexis, född 17 juli 1837 i Eschweiler, död 24 augusti 1914 i Göttingen, var en tysk statistiker och nationalekonom.
Lexis blev 1872 extra ordinarie professor i Strassburg, 1874 ordinarie professor i Dorpat, 1876 i Freiburg im Breisgau, 1884 i Breslau och 1887 i Göttingen. I den statistiska vetenskapen använde han en strängt matematisk metod och prisades av många som en av sin tids främsta på sitt område. Han var bland annat vice president för International Statistical Institute. 
Under medverkan av flera fackmän utgav han 1904 till världsutställningen i Saint Louis Das Unterrichtswesen im Deutschen Reich (fyra band). Han var redaktör eller medarbetare i ett stort antal sammelverk och tidskrifter och utövade ett inte obetydligt inflytande på samtidens statistiska och nationalekonomiska vetenskap.